# Cratere Herbesus
Herbesus è un cratere sulla superficie di Dione.